# Biduanda melisa
Drupadia scaeva là một loài bướm ngày nhỏ được tìm thấy ở Ấn Độ, thuộc họ Bướm xanh.

## Hình ảnh

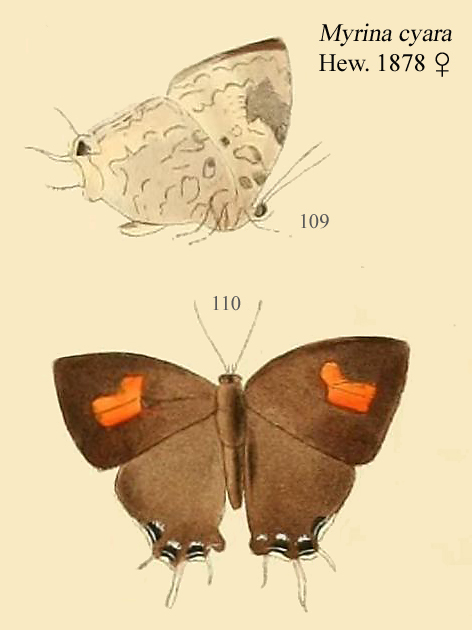
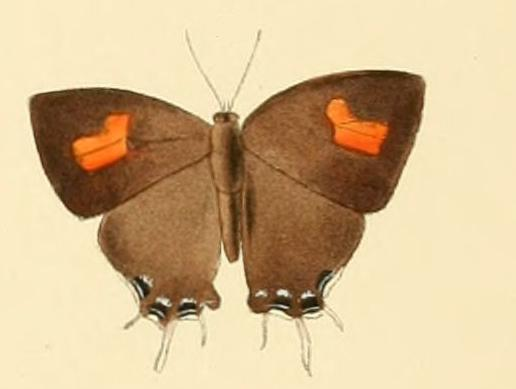
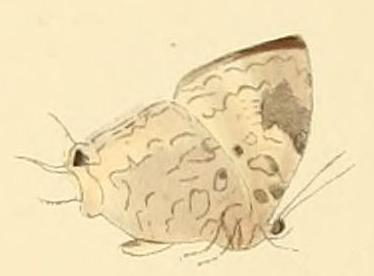
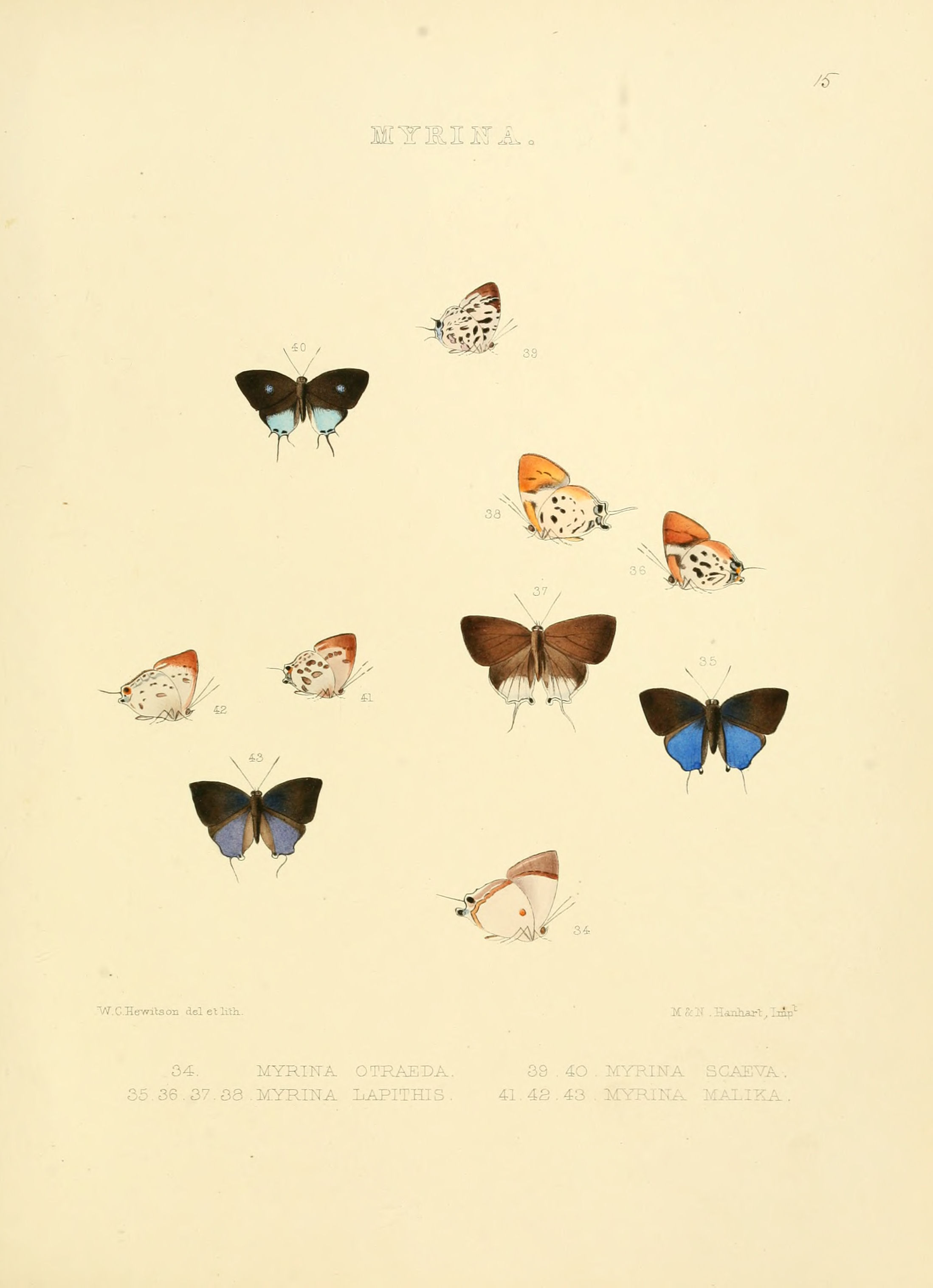